# Setkya Min
Maha Thiha Thura Dhammaraja (tiếng Miến Điện: မဟာသီဟသူရဓမ္မရာဇာ, tiếng Pali: Mahāsīhasūra dhammarājā; tên khai sinh Pe Khin; 27 tháng 10 năm 1812 – 15 tháng 4 năm 1838), thường được gọi là Setkya Min (tiếng Miến Điện: စကြာမင်း Chakravarti) hay Thân vương Nyaungyan (tiếng Miến Điện: ညောင်ရမ်းမင်းသား), là một thái tử Miến Điện triều Konbaung, con trai của vua Bagyidaw và hoàng hậu Hsinbyume. Ông được tôn thờ như một weizza (pháp sư) cùng với Bo Bo Aung.

## Tiểu sử
Maung Pe Khin (မောင်ဖေခင်) sinh ngày 27 tháng 10 năm 1812 tại Mingun, gần Ava, là con của Thái tử Sagaing (người sau này trở thành vua Bagyidaw) và Hsinbyume. Tương truyền, những việc thần kỳ đã xảy ra khi ông chào đời và cơ thể của ông được cho là mang dấu hiệu của một vị quân vương tương lai. Cụ nội Bodawpaya đã phong cho ông tước hiệu Thatoe Minhla Shwetaung đồng thời là Thân vương Nyaungyan. Mẹ ông qua đời bảy ngày sau khi sinh con. Theo sử sách, ông được thần dân tôn kính và gọi là Setkya Min. Sau thất bại của Miến Điện trong Chiến tranh Anh-Miến lần thứ nhất, dân chúng hy vọng rằng ông sẽ kế vị ngai vàng của cha mình, đánh đuổi người Anh và mở ra một kỷ nguyên thịnh vượng cho Miến Điện và Phật giáo.
Setkya Min kết hôn với Công chúa Shwetantin, người đã sinh ra một cô con gái tên là Me Tin Gyi. Công chúa Shwetantin là con gái của hoàng tử Hlaing (con trai vua Bodawpaya) và công chúa Danubyu (con gái vua Bodawpaya). Vì vậy, hoàng tử Setkya và công chúa Shwetantin là anh em cùng cha khác mẹ.
Khi Bagyidaw bị em trai Tharrawaddy lật đổ, Setkya Min bị hành quyết vào ngày 15 tháng 4 năm 1838. Ông bị ném xuống sông trong một chiếc bao nhung - một phương thức hành quyết được hoàng gia Miến Điện ưa chuộng.

## Thờ phụng
Nhiều người tin rằng Setkya Min không bị dìm chết. Họ nói rằng weizza hùng mạnh Bo Bo Aung đã giải cứu ông, rồi đưa đến một thánh địa ẩn giấu. Tại đây ông học các phương pháp bí truyền và cuối cùng trở thành một weizza. Sử dụng sức mạnh tâm linh của mình, Bo Bo Aung đã đưa Setkya Min lên thiên đường, nơi được cho là các vị vua tương lai sẽ chờ đợi thời cơ trước khi trở về Trái Đất.

## Phong trào chống thực dân

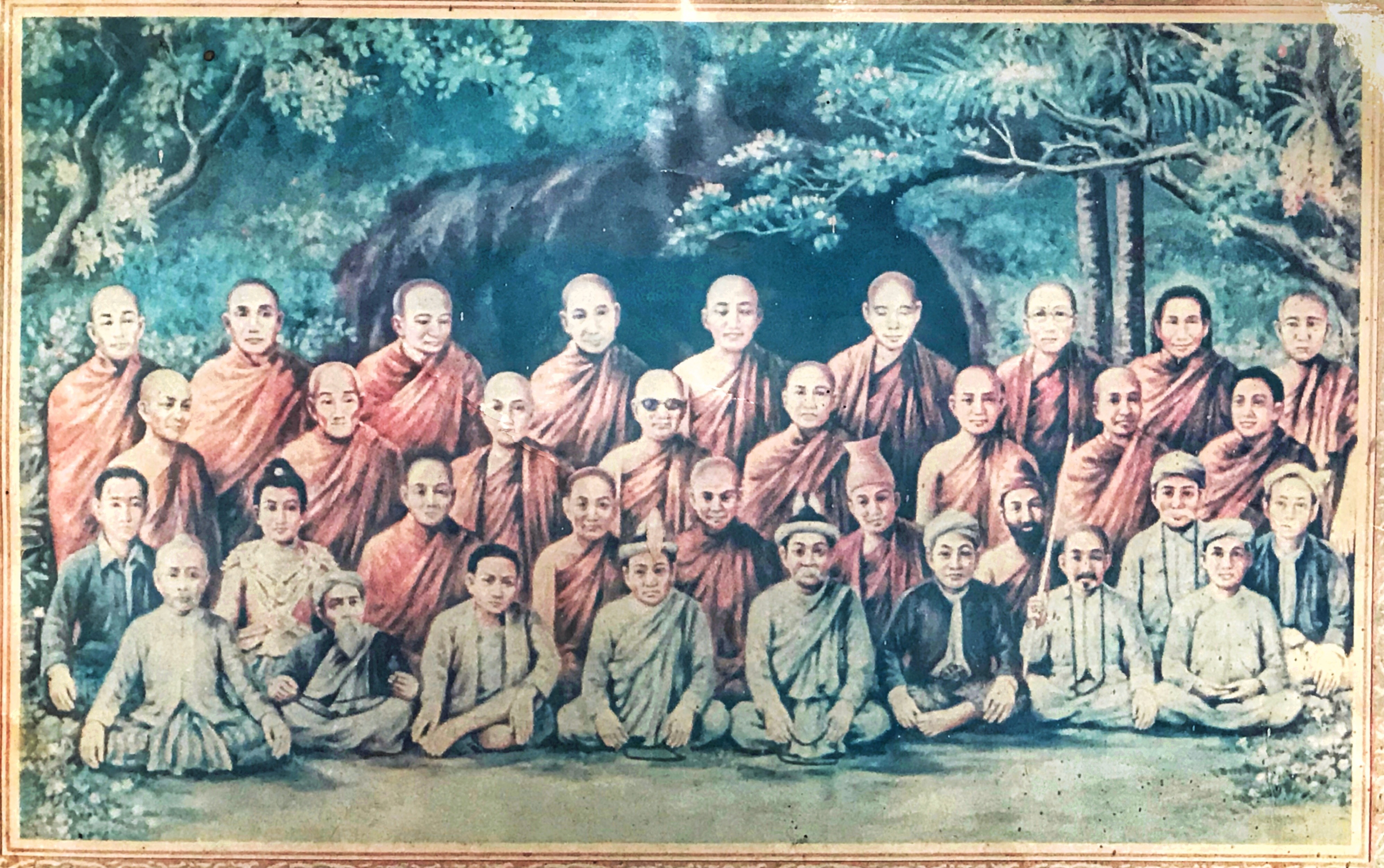
Setkya Min là một weizza nổi bật.

Setkya Min gắn liền với phong trào chống thực dân ở Miến Điện. Trong hầu hết thời kỳ thuộc địa, nhân vật Setkya Min đại diện cho cuộc kháng chiến chống thực dân, và một loạt cuộc nổi dậy được lãnh đạo bởi những người tự xưng là nhân vật bí ẩn này. Sau khi người Anh sáp nhập toàn bộ Miến Điện và phế truất vị vua Miến Điện cuối cùng vào năm 1885, những cuộc nổi dậy này chủ yếu tìm cách khôi phục chế độ quân chủ nơi nhà vua đảm nhận vai trò là người quảng bá và ủng hộ quan trọng nhất cho Giáo lý của Đức Phật.